# Chlorocyphidae
Chlorocyphidae (лат.) — монофилетическое семейство стрекоз из подотряда равнокрылых. Обитают в тропиках Старого Света, достигая наибольшего разнообразия в Юго-Восточной Азии. Имеют узкие стебельчатые крылья с удлинённой птеростигмой Держатся у лесных рек. Окрас красочный, яркий.

## Классификация
В семейство включают примерно 19 родов стрекоз. Ниже приводится их список:
- Africocypha
- Calocypha
- Chlorocypha
- Cyrano
- Disparocypha
- Indocypha
- Libellago
- Melanocypha
- Pachycypha
- Platycypha
- Rhinocypha
- Rhinoneura
- Sclerocypha
- Sundacypha
- Watuwila

## Галерея
- Libellago lineata, самец
- Platycypha caligata
- Platycypha fitzsimonsi